# Jerzy Koryciak
Jerzy Koryciak (ur. 7 marca 1954 w Zwardoniu) – polski biegacz narciarski, olimpijczyk z Innsbrucku 1976.
W latach 1972–1977 był zawodnikiem klubu KKS Bielsko-Biała. W tym okresie zdobył srebrny medal mistrzostw Polski w biegu na 50 km (rok 1977) i brązowy medal w biegu na 15 km w roku 1976.
Na igrzyskach olimpijskich w Innsbrucku w roku 1976 zajął 47. miejsce w biegu na 30 km, a biegu na 50 km nie ukończył.